# Cyanopsitta
Cyanopsitta is een geslacht van vogels uit de familie Psittacidae (papegaaien van Afrika en de Nieuwe Wereld)

## Soorten
Het geslacht kent de volgende soort:
- Cyanopsitta spixii – Spix' ara